# Hermann Jacobi (indolog)
Hermann Jacobi, celým jménem Hermann Georg Jacobi (11. února 1850 Kolín nad Rýnem – 19. října 1937 Bonn) byl německý indolog, který významně přispěl ke studiu džinismu.

## Život a dílo
Studoval matematiku v Berlíně, ale brzy přešel na indologii a srovnávací lingvistiku. S disertační prací o indické astrologii získal v roce 1872 v Bonnu doktorát z filologie. V roce 1885 se stal profesorem na Univerzitě Christiana Albrechta v Kielu. V roce 1889 přešel na Rýnskou univerzitu Friedricha Viléma v Bonnu. V letech 1905/06 působil jako rektor. V roce 1909 byl zvolen do Americké akademie umění a věd. V v roce 1922 se v Bonnu stal emeritním profesorem.
Jacobi navštívil Indii v letech 1873/1874, cestoval s Georgem Bühlerem po Rádžasthánu, kde Bühler vystopoval vzácné rukopisy. Druhá cesta do Indie následovala v letech 1913/1914 na pozvání Kalkatské univerzity, kde přednášel o indické poezii. Jacobi editoval, překládal a komentoval četné džinistické texty. Jeho kniha „Vybrané příběhy v Maháráštrí“ s gramatikou a glosářem je považována za průlomovou publikaci v prakritských studiích. Ve studii o datování hymnů Rgvédy, publikované ve sborníku pro Rudolfa von Rotha, dospěl na základě astronomických výpočtů k datu kolem roku 4500 př. n. l. Později se ke stejnému tématu vrátil. V roce 1908 publikoval v časopise Journal of the Royal Asiatic Society článek o stáří védské kultury, který vyvolal značnou kontroverzi.
Jacobiho výzkum ve skutečnosti odporoval tradiční indologické doktríně, která tvrdí, že védy vznikly až po „árijské imigraci“ do Indie (v první polovině druhého tisíciletí). Jacobiho zjištění jsou i dnes relevantní, protože je jediným renomovaným západním indologem, který zastává velmi rané datování véd, a tím se staví na stranu zastánců současné teorie „mimoindického původu“, jejíž některé přístupy rovněž pocházejí z 5. tisíciletí.
Později Jacobi publikoval sérii studií o eposech, poezii a estetice, sánkhji, józe a buddhismu.

## Dílo
- Zwei Jainastotras (1876)
- Ausgewählte Erzählungen in Maharashtri (1886)
- The Computation of Hindu Dates in the Inscriptions (1892)
- Das Ramayana, Geschichte und Inhalt nebst Concordanz nach den gedruckten Rezensionen (1893)
- Compositum und Nebensatz, Studien über die indogermanische Sprachentwicklung (1897)
- Über den nominalen Stil des wissenschaftlichen Sanskrits, Indogermanische Forschungen 14 (1903): 236–25
- On the Antiquity of Vedic Culture (1908)
- Die Entwicklung der Gottesidee bei den Indern und deren Beweise für das Dasein Gottes (1923)
- Über das ursprüngliche Yogasystem (1929/1930)